# Xã Elmira, Quận Stark, Illinois
Xã Elmira (tiếng Anh: Elmira Township) là một xã thuộc quận Stark, tiểu bang Illinois, Hoa Kỳ. Năm 2010, dân số của xã này là 319 người.